# Coppa dell'Imperatore 1981
La Coppa dell'Imperatore 1981 (第61回天皇杯全日本サッカー選手権大会?, Dai 61-kai Tennōhai Zen Nippon Sakkaa Senshuken Taika) è stata la sessantunesima edizione della coppa nazionale giapponese di calcio.

## Formula
La formula della manifestazione è la stessa introdotta a partire dalla stagione 1972.
Partecipano i dieci club iscritti alla prima divisione della Japan Soccer League, più altre diciotto squadre provenienti dai tornei regionali.
Le squadre detentrici del torneo e del titolo nazionale sono qualificate d'ufficio al secondo turno.

## Squadre partecipanti
Japan Soccer League
- Fujita Kogyo
- Yomiuri
- Mitsubishi HI
- Yanmar Diesel
- Furukawa Electric
- Honda Motor
- Hitachi
- Mazda
- Nippon Steel
- Yamaha Motors

Squadre regionali
- Aichi Gakuin Daigaku (Tokai)
- Dainichi Densen (Kansai)
- Doshisha University (Kansai)
- Fujitsu (Kantō)
- Fukuoka Daigaku (Kyūshū)
- Gonohe Yakuba (Tohoku)
- Matsushita Electric (Kansai)
- Nippon Kokan (Kantō)
- Nissan Motors (Kantō)
- Kawasaki Steel (Chūgoku)
- Kyūshū University (Kyūshū)
- Osaka Shodai (Kansai)
- Sapporo University (Hokkaidō)
- Teijin (Shikoku)
- Toyota Motors (Tokai)
- Tsukuba Daigaku (Kantō)
- Waseda Daigaku (Kantō)
- YKK AP (Koshinetsu)

## Date
| Turno            | Data             |                 |
| ---------------- | ---------------- | --------------- |
| Primo turno      | 19 dicembre 1981 |                 |
| Secondo turno    | 20 dicembre 1981 |                 |
| Quarti di finale | 27 dicembre 1981 |                 |
| Semifinali       | 30 dicembre 1981 |                 |
| Finale           | 1º gennaio 1982  | 1º gennaio 1982 |

## Risultati

### Primo turno
| Squadra 1            | Risultato | Squadra 2           |
| -------------------- | --------- | ------------------- |
| Toyota Motors        | 3 - 1     | Teijin              |
| Kyūshū University    | 2 - 1     | Mazda               |
| Nippon Steel         | 2 - 0     | Dainichi Densen     |
| Yomiuri              | 2 - 0     | Osaka Shodai        |
| Waseda Daigaku       | 6 - 0     | Gonohe Yakuba       |
| Fukuoka Daigaku      | 1 - 4     | Doshisha University |
| Tsukuba Daigaku      | 6 - 0     | YKK AP              |
| Fujitsu              | 1 - 3     | Hitachi             |
| Kawasaki Steel       | 1 - 3     | Matsushita Electric |
| Yamaha Motors        | 1 - 2     | Nissan Motors       |
| Aichi Gakuin Daigaku | 0 - 3     | Honda Motor         |
| Nippon Kokan         | 6 - 1     | Sapporo University  |

### Secondo turno
| Squadra 1         | Risultato      | Squadra 2           |
| ----------------- | -------------- | ------------------- |
| Yanmar Diesel     | 2 - 1 (d.t.s.) | Toyota Motors       |
| Kyūshū University | 1 - 3          | Nippon Steel        |
| Yomiuri           | 1 - 0          | Matsushita Electric |
| Waseda Daigaku    | 0 - 3          | Mitsubishi HI       |
| Furukawa Electric | 11 - 4         | Doshisha University |
| Tsukuba Daigaku   | 3 - 1          | Hitachi             |
| Honda Motor       | 2 - 1 (d.t.s.) | Nissan Motors       |
| Nippon Kokan      | 2 - 1          | Fujita Kogyo        |

### Quarti di finale
| Squadra 1       | Risultato                     | Squadra 2         |
| --------------- | ----------------------------- | ----------------- |
| Nippon Steel    | 2 - 1                         | Yanmar Diesel     |
| Yomiuri         | 0 - 0 (d.t.s.) 7 - 6 (d.c.r.) | Mitsubishi HI     |
| Tsukuba Daigaku | 2 - 1                         | Furukawa Electric |
| Nippon Kokan    | 4 - 2                         | Honda Motor       |

### Semifinali
| Squadra 1    | Risultato                     | Squadra 2       |
| ------------ | ----------------------------- | --------------- |
| Yomiuri      | 0 - 0 (d.t.s.) 5 - 3 (d.c.r.) | Nippon Steel    |
| Nippon Kokan | 1 - 0                         | Tsukuba Daigaku |

### Finale
| Tokyo 1º gennaio 1982                      | Yomiuri   | 0 – 2    | Nippon Kokan | National Stadium |
| \| \| \| \| \| \| Marcatori \| Matsuura \| |           |          |              |                  |
|                                            |           |          |              |                  |
|                                            | Marcatori | Matsuura |              |                  |

| Yomiuri | Nippon Kokan |

#### Formazioni
| Yomiuri         |    |                  |  |          |
|                 |    |                  |  |          |
| P               | 2  | Yoshio Nakayama  |  |          |
| D               | 3  | Yasutarō Matsuki |  |          |
| D               | 21 | Satoshi Tsunami  |  |          |
| D               | 4  | Jorge Toledo     |  |          |
| D               | 5  | Hisashi Katō     |  |          |
| C               | 6  | Yukitaka Omi     |  |          |
| C               | 20 | Takuro Okuda     |  | Uscita   |
| C               | 14 | Tetsuya Totsuka  |  |          |
| A               | 16 | Shoji Wago       |  | Uscita   |
| A               | 9  | George Yonashiro |  |          |
| A               | 13 | Takekazu Suzuki  |  |          |
| A disposizione: |    |                  |  |          |
| C               | 10 | Faiçal           |  | Ingresso |
| A               | 22 | Yasuo Ueshima    |  | Ingresso |
| Allenatore:     |    |                  |  |          |
| Ryōichi Aikawa  |    |                  |  |          |

| Nippon Kokan |   |                  |
|              |   |                  |
| P            | 1 | Tatsuji Sakonjū  |
| D            | - | Hisao Kuramata   |
| D            | - | Yasuo Inagaki    |
| D            | - | Kōji Tanaka      |
| D            | - | Ikeya            |
| C            | - | Atsushi Shiozaki |
| C            | - | Fumio Narita     |
| C            | 5 | Nobuo Fujishima  |
| A            | 9 | Toshio Matsuura  |
| A            | - | Akira Kawakami   |
| A            | - | Hiroshige Mukai  |
| Allenatore:  |   |                  |
| Susumi Chida |   |                  |